# 금혼령, 조선 혼인 금지령
《금혼령, 조선 혼인 금지령》은 2022년 12월 9일부터 2023년 1월 21일까지 방송된 MBC 금토드라마다.

## 기획의도
7년 전 세자빈을 잃고 금혼령을 내린 왕 이헌 앞에 죽은 세자빈으로 빙의할 수 있다는 혼인 사기꾼 소랑이 나타나 벌이는 유쾌, 통쾌한 궁궐 사기극

## 제작진

### 제작사
- 본팩토리

### 연출
- 박상우 : ( MBC 수목 미니시리즈 《내 뒤에 테리우스》(공동연출), MBC 토요 특별기획 드라마 《두 번은 없다》(공동연출) 등 연출 )

- 정훈

### 극본
- 천지혜 : ( 웹툰 《금혼령-조선혼인금지령》(집필), 웹툰 《밀당의 요정》(집필), 저서 《블러셔와 컨실러 1,2》(집필), 저서 《금혼령-조선혼인금지령 1,2,3》(집필), 저서 《이 시국에 방구석 신혼여행》(집필), 저서 《거울 살인》(집필), 저서 《밀당의 요정 1.2.3》(집필) 등 집필 )

## 등장인물

### 주요 인물
- 박주현 : 예소랑 / 예현선 역 - 찻집 ‘애달당’의 주인이자 귀신 뺨치는 눈치로 금혼령 시대에 사람들의 연을 이어주는 사기꾼 궁합쟁이, 인사골 고즈넉한 곳에서 청춘남녀의 애정 문제나 상담해 주면서 살려고 했는데, 옛날 버릇 못 고치고 남몰래 혼인할 수 있는 방법을 알려주다가 현행범으로 금부도사에게 붙잡힌다. 위기를 탈출해 보려고 내뱉은 아무말 때문에 왕 이헌 앞으로 끌려가고, 설상가상으로 호위무사까지 붙은 지밀나인이 되어 궐에서 지내게 되는데... 과연 소랑은 왕이 새장가 들 수 있게 하여 이 나라의 금혼령을 끝내고 도탄에 빠진 백성을 구할수 있을까?
- 김영대 : 이헌 역 - 사랑하는 여인을 위해선 뭐든 다 해줄 수 있는, 조선 대표 사랑꾼! 이었다. 그토록 사랑하던 세자빈 안씨가 의문만을 남기고 세상을 떠나기 전까지는...! 안씨가 떠난 지 벌써 7년째, 이제는 어떻게든 새 비를 들여 이 나라 금혼령을 철해야겠다고 생각하지만 괴롭고 그리운 마음만은 떨칠 수 없다. 그러던 어느 날, 죽은 세자빈에게 빙의될 수 있다는 여인, 소랑이 눈앞에 나타나는데... 뭔가 수상한 이 여자... 정말 믿어도 되는 걸까? 헌은 과연 세상을 떠난 세자빈을 잊고 새로운 사랑을 시작할 수 있을까...?
- 김우석 : 이신원 역 - 차가운 듯 하나 따뜻하고, 무심한 듯 하나 어느 순간 달콤하고, 잊은 듯하나 단 하나도 잊지 못한 남자. 바로 이신원이다. 7년 전, 혼례를 올릴 뻔했지만 갑자기 금혼령이 내려졌다. 혼인은 파투가 났어도 신부로 맞을 뻔했던 복사꽃 여인을 잊지 못하고 그녀를 찾기 위해 수사관이 되었다. 혼인 사기꾼을 잡으러 나갔다가 현행범으로 체포한 소랑에게서 7년 전 그녀의 향기를 느끼지만, 왕 이헌과 가까워지는 소랑을 멀리서 지켜볼 수밖에 없다. 연모의 정이 금지된 시대, 누구에게도 말할 수 없는 신원의 애달픈 마음은 닿을 곳을 찾을 수 있을지.

### 애달당
- 최덕문 : 괭이 역 - 어리숙하고 허술해 보이지만 사실 엄청난 신기를 가지고 있다. 지금은 치매기가 있어 좀 왔다갔다하지만. 7년 전 모든 것을 잃고 떠돌던 소랑을 만나 함께 다니기 시작했다. 나이도 들었고 정신도 오락가락하니 이제 떠돌이 생활은 그만하고 싶다고 생각하던 차에, 소랑과 인사골에 ‘애달당’이라는 찻집을 차린다. 언제 신통한 말을 할지 몰라 지나가는 한마디도 허투루 들을 수 없는 사람.
- 정보민 : 해영 역 - 상큼 발랄 꽃띠 청춘, 귀요미 강아지상에 애교까지 넘치는 그녀는... 모태설로다. 왜? 시대가 금혼이라. 실제로 성관계 를 한적 이 없는데 조선판 로맨스 소설인 패설책들을 언제나 손에서 놓지 않으니 남자에 대한 환상만 커지고, 현실 남자들의 추파에 무관심하게 군다.

### 헌 안티세력
- 양동근 : 조성균 역 - 병조판서, 뼛속까지 정치적 야심과 탐욕, 이기심에 의해서 움직이는 인물이다. 뒤에서 섬뜩한 일을 벌이는 것과 달리, 왕 앞에선 ‘뜻대로 하시옵소서’라면서 빙그레 웃어주기에 ‘빙그레 X놈’이라는 별명이 있다. 그러면서도 뒤에서 벌이는 일은 그 어떤 증거도 찾을 수 없도록 철저하게 모든 흔적을 지울 정도로 치밀하기도 하다. 금혼령 시대를 만든 원흉. 그는 이 ‘금혼령’이라는 민심 흉흉한 세상이 나쁘지 않다. 세상이 혼란하니, 그가 부정부패를 벌이기 더 쉬워진 것이다.
- 서진원 : 권립 역 - 병판 조성균의 최측근. 뇌물과 횡령의 대가. 오로지 아부 하나로 올라온 인물. 출세에 대한 야욕과 집착이 심하다. 꼼수와 잔머리 돌아가는 재주가 있어, 의외의 방법으로 상황을 타개할 묘수를 내는 아이디어 뱅크이다.
- 전진오 : 나상주 역 - 병판 조성균의 행동대장. 제 손에 더러운 것을 묻히기 싫어하는 병판 대신 온갖 궂은일을 맡아서 한다. 병판이 시키는 일이면 못할 것이 없는, 그야말로 ‘해결사’..
- 이두석 : 김의준 역 - 내금위 종사관, 평소 임금 이헌의 곁에 가까이 머물면서 병판의 정보원 노릇을 한다.

### 헌 옹호세력
- 이현걸 : 세장 역 - 헌의 가장 가까운 사람, 세자 헌을 원자였을 때부터 모셨으니 헌에 대해서는 모르는 것이 없다. 헌이 마음의 상처를 극복하고 행복해지기를 진심으로 바란다. 물론 본인도 행복해지고 싶은데... ‘없어서’ 서럽다. 실전이 불가능해서 그런지 이론에 빠삭하다. 허리 숙인 자세 속에 장대한 기골을 숨기고 있는 반전남.
- 황정민 : 원녀 역 - 제조 상궁, 얼떨결에 입궐하게 된 소랑의 교육을 맡아 왕실의 법도를 엄격하게 가르친다. 속으로는 누구보다 소랑을 아끼고 보살피는 마음 따뜻한 사람. 언뜻 보면 찔러도 피 한 방울 안 나올 것 같은 B사감처럼 보여도 알고 보면 한이 많다.
- 김민상 : 김설록 역 - 도승지, 이헌의 측근. 궐에서 헌이 믿고 의지할 수 있는 몇 안되는 사람 중 하나이다. 언제나 헌에게 충심 가득한 조언을 해주며 과거 세자빈 안씨 사건의 진실을 찾기 위해 조사를 계속하고 있다. 의외로 미혼인 미중년.
- 조승연 : 이정학 역 - 영의정, 신원의 아버지. 헌의 곁에서 병판의 전횡을 막고 국정이 옳은 방향으로 나아갈 수 있게 애쓴다.

### 예대감 家
- 박선영 : 서씨 부인 역 - 세컨드 콤플렉스가 있는 첩실, 원하는 것을 얻기 위해서라면 못할 일이 없다. 그녀가 어린 현희를 안고 예 대감 댁에 들어온 이후 정실 부인 김씨가 갑자기 세상을 떠났다. 서씨는 기다렸다는 듯 정실 행세를 했다. 딸인 현희에게만은 첩으로 사는 서러움을 물려주고 싶지 않아서 좋은 혼처에 병적으로 집착한다. 작은 계획이 실패로 돌아가도 더 큰 계획을 세울 줄 아는 대범한 인물. 이제는 내친김에 중전의 모친이 되려 한다. 여원회부터 대왕대비까지, 서씨의 마수가 뻗어 있는 곳은 넓고도 깊다.
- 송지우 : 예현희 역 - 현선의 이복동생, 서씨 부인의 친딸. 금이야 옥이야 곱게만 자라 성질이 못됐다. 7년 전 혼인이 무산되었지만, 굴하지 않고 더 큰 꿈을 꾸었다. 엄마와 함께 중전이 될 준비만 7년을 했더니 이제는 정말로 자기가 중전감이라고 생각한다. 금혼령만 끝나면 내 세상이 올 텐데, 걱정되는 것은 단 하나. 이복언니 현선이 다시 나타나지 않을까 하는 것이다.
- 엄효섭 : 예현호 역 - 현선의 아버지, 전 이조판서. 7년 전, 가문의 명예를 중요하게 생각한 나머지 너무나 큰 잘못을 하고 말았다. 지금은 이유도 모른 채 시름시름 앓고 있다.

### 궁궐 사람들
- 김민주 : 세자빈 안씨 역 - 죽은 세자빈, 성품이 곱고 정숙하며 현명한 여인. 세자빈 간택에서 만장일치로 낙점될 만큼 딱 국모감! 이었지만 의문의 사건으로 세상을 떠났다. 비명에 간 안씨를 이헌은 7년 동안이나 잊지 못하고 귀기마저 그리워했다.
- 차미경 : 대왕대비 역 - 앉으나 서나 손자 걱정뿐인 할머니, 어떻게 하면 손자 이헌이 혼인을 할지, 그 생각만 하면서 산다. 가끔 속이 상한 나머지 기상천외한 계획을 세우기도 한다. 귀가 얇은 것이 가장 큰 단점이다.
- 윤정훈 : 자춘석 역 - 신원의 충직한 부하. 신원 따라 애달당에 갔다가 해영을 보고 사랑에 빠진다. 도석과 연적인 셈인데, 아무래도 자기가 좀 밀리는 것 같아 걱정이다. 하는 짓은 촌스러워도 마음만은 언제나 진심인 사람. 착해빠진 신원 때문에 늘 마음이 쓰인다.

### 모설단
- 이정현 : 오덕훈 역 - 모태설로(母胎雪露), 금혼령만 끝나면 자기도 혼인을 할 수 있을 거라고 믿는 가련한 남자. 금혼령을 끝내기 위해서 할 수 있는 일을 다하는 귀여운 악당.
- 김민석 : 왕배 역 - 모태설로(母胎雪露), 가장 무서운 것은 금혼령이 끝나도 설로로 남는 것. 덕훈과 함께 모설단을 이끈다.
- 홍시영 : 정도석 역 - 현) 고시생 구) 정화공, 스토리가 있는 화집. 지금으로 치면 스케치북 에다

비행기 를 잘 그려서 대히트를 쳤지만, 지금은 다 접고 과거시험에 올인하고 있다. 본인을 연모의 정, 혼인, 출산까지 포기한 삼포 세대라 소개하지만.... 해영을 만나자마자 마음이 바로 바뀌어서 과거시험 공부는 뒤로 하고 매일같이 애달당에 출근한다.

### 소랑의 사람들
- 조수민 : 화윤 역

위기에 몰린 소랑과 신원을 도와주며 연을 맺게 되는 여인. 중전 간택에 나서, 견제 세력의 끊임없는 방해에도 불구하고 기지를 발휘해 유력한 삼간택 후보로 떠오른다. 위기 상황에서도 주눅들지 않고 당차며 지혜롭다. 결정적인 고비마다 소랑의 동무이자 조력자로 활약한다.

### 그 외 인물
- 이유경 : 수향 역
- 미상 : 의원 역
- 미상 : 종사관 역
- 미상 : 하녀 역
- 미상 : 세자빈의 유모 역
- 미상 : 세자빈의 지밀 상궁 역
- 미상 : 세자빈의 친정 아버지 역
- 김기천 : 침선장 역
- 미상 : 세자빈 행세를 한 여자 역
- 미상 : 내금위 종사관 역
- 미상 : 보쌈당한 기생 역
- 미상 : 보쌈꾼 역
- 미상 : 어느 지방의 양반 역
- 미상 : 보쌈꾼 두목 역

### 특별출연
- 박경리 : 초란 역 - 기생
- 노민우: 공냥총 단주 반란탄 역

## 시청률
최저 시청률과 최고 시청률은 시청률 조사회사와 지역별로 시청률에 차이가 있을 수 있습니다.
| 2022년 | 2022년    | 2022년         | 2022년       | 2022년 |
| 회차   | 방송일    | AGB 시청률     | AGB 시청률   |        |
| 회차   | 방송일    | 대한민국(전국) | 서울(수도권) |        |
| ------ | --------- | -------------- | ------------ | ------ |
| 제1회  | 12월 9일  | 4.6%           | 4.6%         |        |
| 제2회  | 12월 10일 | 3.4%           | -            |        |
| 제3회  | 12월 16일 | 3.5%           | 3.8%         |        |
| 제4회  | 12월 17일 | 3.0%           | -            |        |
| 제5회  | 12월 23일 | 4.0%           | 3.8%         |        |
| 제6회  | 12월 24일 | 3.1%           | -            |        |
| 2023년 |           |                |              |        |
| 제7회  | 1월 6일   | 4.9%           | 4.5%         |        |
| 제8회  | 1월 7일   | 3.2%           | -            |        |
| 제9회  | 1월 13일  | 4.7%           | 4.6%         |        |
| 제10회 | 1월 14일  | 3.8%           | 3.9%         |        |
| 제11회 | 1월 20일  | 4.8%           | 4.9%         |        |
| 제12회 | 1월 21일  | 4.7%           | 4.7%         |        |

## 결방 및 편성 변경
- 12월 30일 ~ 12월 31일 : MBC 연기대상, MBC 가요대제전 편성으로 결방

## 수상
- 2022년 MBC 연기대상 여자 신인상 (김민주)
- 2022년 MBC 연기대상 미니시리즈 부문 남자 우수연기상 (김영대)
- 2022년 MBC 연기대상 미니시리즈 부문 여자 우수연기상 (박주현)

## 참고 사항
- 본 작품은 천지혜 작가가 처음으로 집필을 맡은 지상파 드라마다.